# 阙丘增七
阙丘增七（麒麟座α），又名BD-09 2172，HD 61935、SAO 134986、HR 2970，是麒麟座的一颗恒星，视星等为3.93，位于銀經227.19，銀緯6.52，其B1900.0坐标为赤經7h 36m 28.1s，赤緯-9° 6.52′ 4″。